# Messerschmitt Me P.1106
Il Messerschmitt Me P.1106 fu un aereo da caccia a getto di prima generazione, un'evoluzione del  P.1101, sviluppato dall'azienda aeronautica tedesca Messerschmitt AG nei primi anni quaranta ma che non superò mai la fase progettuale.

## Storia del progetto
Il progetto sviluppato tra il 4 dicembre 1944 e la metà di febbraio del 1945, fu modificato più volte: nella prima versione i piani di coda erano a T e il posto di pilotaggio era addossato alla pinna verticale del piano di coda.
In una versione successiva i piani di coda verticali furono sdoppiati a V, e il posto del pilota avanzato.
Il motore centrale a reazione previsto era un turbogetto Heinkel HeS 011; le ali avevano una freccia all'indietro di 40°. Il carrello triciclo era retrattile.
L'armamento consisteva in due cannoncini MK 108 da 30 mm.
Il progetto fu abbandonato per la scarsa visibilità del pilota e per le prestazioni non superiori al progetto più avanzato del P.1101.
I progetti e i prototipi requisiti nel 1945 dai russi furono la base per lo sviluppo degli aviogetti poi prodotti dall'URSS. In particolare i primi progetti di aerei a getto sviluppati dall'OKB Yakovlev si ispiravano al Messerschmitt Me P.1106  seguendone l'architettura, con il prototipo Yak-Jumo che utilizzava Junkers Jumo 004 tedeschi  requisiti. Da questi primi prototipi la produzione sovietica passò nel giugno del 1946 allo sviluppo dello Yak-15, prodotto in 280 esemplari.